# Willy Arend
Willy Arend (2 de Maio de 1876, em Hanôver – 25 de Março de 1964 em Berlim) foi um ciclista alemão de pista, campeão do mundo de velocidade (sprint) em 1897.

## Principais resultados
- 1896
  - 1º no Campeonato Nacional de Velocidade
- 1897
  - 1º no Campeonato Mundial de Velocidade
  - 1º no Campeonato Europeu de Velocidade
  - 1º no Campeonato Nacional de Velocidade
- 1900
  - 3º no Campeonato do Mundo de Velocidade
- 1901
  - 1º no Campeonato Europeu de Velocidade
- 1903
  - 2º no Campeonato Mundial de Velocidade
  - 2º no Campeonato Europeu de Velocidade
- 1904
  - 2º no Campeonato Europeu de Velocidade
- 1910
  - 1º nos Seis Dias de Bremen (com Eugen Stabe)
  - 1º nos Seis Dias de Kiel (com Eugen Stabe)
- 1921
  - 1º no Campeonato Nacional de Velocidade